# Cantherhines fronticinctus
Cantherhines fronticinctus és una espècie de peix de la família dels monacàntids i de l'ordre dels tetraodontiformes.

## Morfologia
- Els mascles poden assolir 25 cm de longitud total.[1][2]

## Alimentació
Menja organismes bentònics.

## Hàbitat
És un peix marí, de clima tropical i associat als esculls de corall que viu entre 1-43 m de fondària.

## Distribució geogràfica
Es troba des de Durban (Sud-àfrica) fins a les illes Marshall i Tonga.

## Observacions
És inofensiu per als humans.